# مير شيب سيس رع
ميرشابسيرس إيني، (بالإنجليزية: Mershepsesre Ini). (المعروف أيضًا باسم Ini II) فرعونًا من الأسرة الثالثة عشر الأخيرة ، وربما كان الملك السادس والأربعين من هذه السلالة. حكم على صعيد مصر خلال منتصف القرن السابع عشر قبل الميلاد.